# جغرافيا السعودية

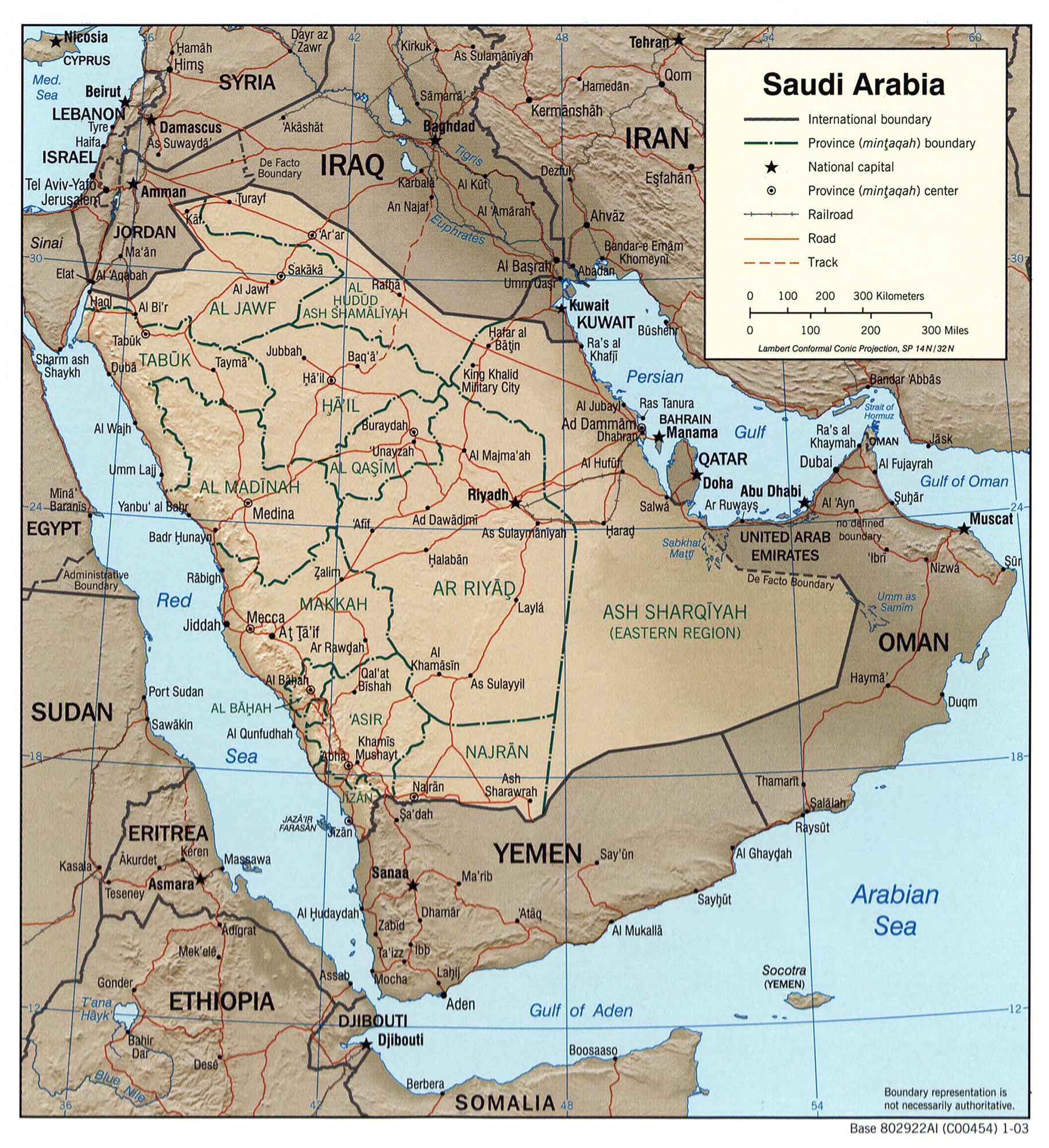
خريطة تفصيلية للمملكة العربية السعودية ومناطقها

موقع المملكة العربية السعودية

تتميز السعودية بتنوع تضاريسها نتيجة لما تمتلكه من مساحة كبيرة تشكل معظم أراضي شبه الجزيرة العربية، وقد مرت عبر العصور بمراحل جيولوجية متتابعة، وتغيرات مناخية كبيرة. هناك التضاريس المختلفة، حيث توجد المرتفعات الجبلية والأودية والكثبان الرملية والهضاب والسهول، فيقع على امتداد ساحل البحر الأحمر سهل تهامة بطول يبلغ حوالي 1100 كيلومتر، وترتفع شرقه سلسلة جبال السروات التي يتراوح ارتفاعها ما بين 9000 قدم في الجنوب ويقل الارتفاع تدريجياً كلما اتجهت شمالاً لتصل إلى 3000 قدم، وتنحدر منها عدة أودية شرقاً وغرباً، ويلي هذه السلسلة من جهة الشرق هضبة نجد ومرتفعاتها التي تصل شرقا إلى صحراء الدهناء وصحراء الصمان وجنوبا بمنطقة يتخللها وادي الدواسر وتحاذي صحراء الربع الخالي، ومن الشمال تمتد سهول نجد إلى منطقة حائل حتى تتصل بصحراء النفود ثم بحدود العراق والأردن كما يوجد بها بعض المرتفعات الجبلية مثل جبال طويق والعارض وأجا وسلمى، أما بالنسبة لصحراء الربع الخالي فهي تشكل الجزء الجنوبي الشرقي للسعودية بمساحة تقدر بحوالي 640000 كيلومتر مربع وهي تتكون من كثبان رملية وسبخات. أما السهل الساحلي الشرقي الواقع على الخليج العربي فيتألف من سبخات ملحية ومناطق رملية.

## المساحة والحدود الخارجية

### المساحة
تبلغ مساحة المملكة حوالي مليوني كم2 وهو ما يمثل قرابة 70% من شبه الجزيرة العربية. أكبر مناطق المملكة الإدارية مساحةً هي المنطقة الشرقية وتمثل حوالي 27,6% من مساحة المملكة، يليها بعد ذلك منطقة الرياض فمنطقة المدينة المنورة ثم منطقة مكة المكرمة. من جهة أخرى فإن منطقة الباحة ومنطقة جازان تعتبران أصغر المناطق الإدارية ولا تتجاوز مساحتهما 1,2% من مساحة المملكة.

### الحدود الخارجية
للمملكة حدود برية وبحرية مع العديد من الدول المجاورة لها. يبلغ طول الحدود البرية 4531 كم2 ويحدها كل من الأردن، والعراق، والكويت، وقطر، والإمارات، وعمان، واليمن. كما يحد المملكة العديد من الدول بحرياً، حيث تحدها الكويت، والبحرين، وإيران، وقطر، والإمارات، والأردن، ومصر، والسودان، وإيرتريا، واليمن.
يحد المملكة العربية السعودية سبع دول وثلاث مسطحات مائية. في الغرب، يشكل خليج العقبة والبحر الأحمر حدودًا ساحلية يبلغ طولها حوالي 1,800 كـم (1,100 ميل) تمتد إلى الجزء الجنوبي من اليمن وتتبع سلسلة من التلال الجبلية لحوالي 320 كـم (200 ميل) إلى جوار نجران. تم ترسيم هذا الجزء من الحدود مع اليمن عام 1934 وهو أحد الحدود القليلة المحددة بوضوح مع دولة مجاورة. لكن الحدود السعودية الممتدة جنوب شرق نجران ما زالت غير محددة. أصبحت الحدود غير المحددة مشكلة في أوائل التسعينيات، عندما اكتشف النفط في المنطقة واعترضت المملكة العربية السعودية على استكشاف الشركات التجارية الأجنبية نيابة عن اليمن. في صيف عام 1992، التقى ممثلو المملكة العربية السعودية واليمن في جنيف لمناقشة تسوية مسألة الحدود.
يحد المملكة العربية السعودية من الشمال الأردن والعراق والكويت. تمتد الحدود الشمالية على بعد حوالي 1,400 كـم (870 ميل) من خليج العقبة في الغرب إلى رأس الخفجي على الخليج العربي. في عام 1965، وافقت المملكة العربية السعودية والأردن على ترسيم الحدود التي تنص على تبادل المناطق. حصلت الأردن على 19 كـم (12 ميل) من أراضي خليج العقبة و6000 كيلومتر مربع من الأراضي في المناطق الداخلية، وتخلت السعودية للأردن عن مساحة 7000 كيلومتر مربع من الأراضي غير الساحلية التي تديرها الأردن.
في عام 1922، وقع ابن سعود والمسؤولون البريطانيون الذين يمثلون المصالح العراقية على معاهدة المحمرة، التي حددت الحدود بين العراق والمملكة العربية السعودية في المستقبل. في وقت لاحق من ذلك العام، وافق بروتوكول العقير الذي وقعه الطرفان على إنشاء منطقة محايدة سعودية عراقية تتخذ شكل الماسة تبلغ مساحتها حوالي 7000 كيلومتر مربع، متاخمة للطرف الغربي للكويت، والتي لن يبني العراق أو المملكة العربية السعودية داخلها مساكن دائمة أو منشآت. صُممت الاتفاقية لحماية حقوق المياه لبدو المنطقة من كلا البلدين. في مايو 1938، وقعت العراق والمملكة العربية السعودية اتفاقية إضافية فيما يتعلق بإدارة المنطقة. بعد مرور أربعة وأربعين عامًا، وقعت المملكة العربية السعودية والعراق اتفاقية تحدد الحدود بين البلدين وتنص على تقسيم المنطقة المحايدة بينهما. تخلص الاتفاق فعليا من هذه المنطقة المحايدة.
تم تنظيم الحدود بين أراضي ابن سعود في نجد والمنطقة الشرقية والكويت التي كانت محمية بريطاني آنذاك لأول مرة بموجب اتفاقية العقير في عام 1922. في محاولة لتجنب النزاعات الإقليمية، هناك منطقة محايدة سعودية - كويتية أخرى على شكل الماس تبلغ مساحتها 5790 كيلومتر مربع تشكل جنوب الكويت مباشرة. في عام 1938، اكتشف النفط في حقول برقان جنوب الكويت، وتعاقد البلدان مع شركات النفط الأجنبية للقيام بأعمال الاستكشاف في المنطقة المقسمة. بعد سنوات من المناقشات، توصلت المملكة العربية السعودية والكويت إلى اتفاق في عام 1965 يقسم المنطقة جغرافياً، حيث تدير كل دولة نصف المنطقة. ضمنت الاتفاقية أن حقوق الطرفين في الموارد الطبيعية في المنطقة بأكملها سوف تحترم بعد أن ضمت كل دولة نصف المنطقة في عام 1966.
تتبع الحدود الشرقية للمملكة العربية السعودية الخليج العربي من رأس الخفجي إلى شبه جزيرة قطر، التي رُسمت حدودها مع المملكة العربية السعودية في عام 1965. وتمتد الحدود السعودية مع دولة عمان، على الساحل الجنوبي الشرقي لشبه الجزيرة العربية، عبر الربع الخالي.أبرمت اتفاقية ترسيم الحدود عام 1990 بين المملكة العربية السعودية وسلطنة عمان والتي تضمنت أحكامًا لحقوق الرعي المشتركة وحقوق المياه. أثارت الحدود من خلال واحة البريمي، الواقعة بالقرب من حدود عُمان وأبو ظبي (واحدة من الإمارات العربية المتحدة) والمملكة العربية السعودية، نزاعًا واسعًا بين الدول الثلاث منذ معاهدة جدة في عام 1927. في اتفاقية عام 1975 مع المملكة العربية السعودية، قبلت أبو ظبي السيادة على ست قرى في واحة البريمي ومشاركة حقل زرارة النفطي الغني. في المقابل، حصلت المملكة العربية السعودية على منفذ إلى الخليج العربي عبر أبو ظبي.
تشمل المطالبات البحرية السعودية حدًا إقليميًا يبلغ طوله 12 ميلًا بحريًا على طول سواحلها. وتطالب الدولة أيضًا بالعديد من الجزر الصغيرة وكذلك بعض قيعان البحار والتربة التحتية التي تتجاوز الحد الأقصى البالغ 12 ميلًا بحريًا (22 km).
وللمملكة العديد من المنافذ الحدودية مع الدول المجاورة لها براً والتي يبلغ طولها 4,415 كم:
| الأردن   | الشمال والشمال الغربي | 745 كم2  | - الدرة - حالة عمار - الحديثة      |
| العراق   | الشمال والشمال الشرقي | 812 كم2  | - جديدة عرعر                       |
| الكويت   | الشمال الشرقي         | 222 كم2  | - الرقعي - الخفجي                  |
| قطر      | الشرق                 | 86 كم2   | - سلوى                             |
| الإمارات | الشرق                 | 682 كم2  | - البطحاء                          |
| عمان     | الجنوب والجنوب الشرقي | 657 كم2  | - الربع الخالي                     |
| اليمن    | الجنوب والجنوب الغربي | 1327 كم2 | - الطوال - علب - الخضراء - الوديعة |

الساحل:
2,640 كم
المطالبات البحرية:

منطقة مجاورة:
18 nmi (33.3 كـم؛ 20.7 ميل)

الجرف القاري:
غير محدد

البحر الإقليمي:
12 nmi (22.2 كـم؛ 13.8 ميل)

المنطقة الاقتصادية الخالصة:
228,633 كـم2 (88,276 ميل2)

### السطح

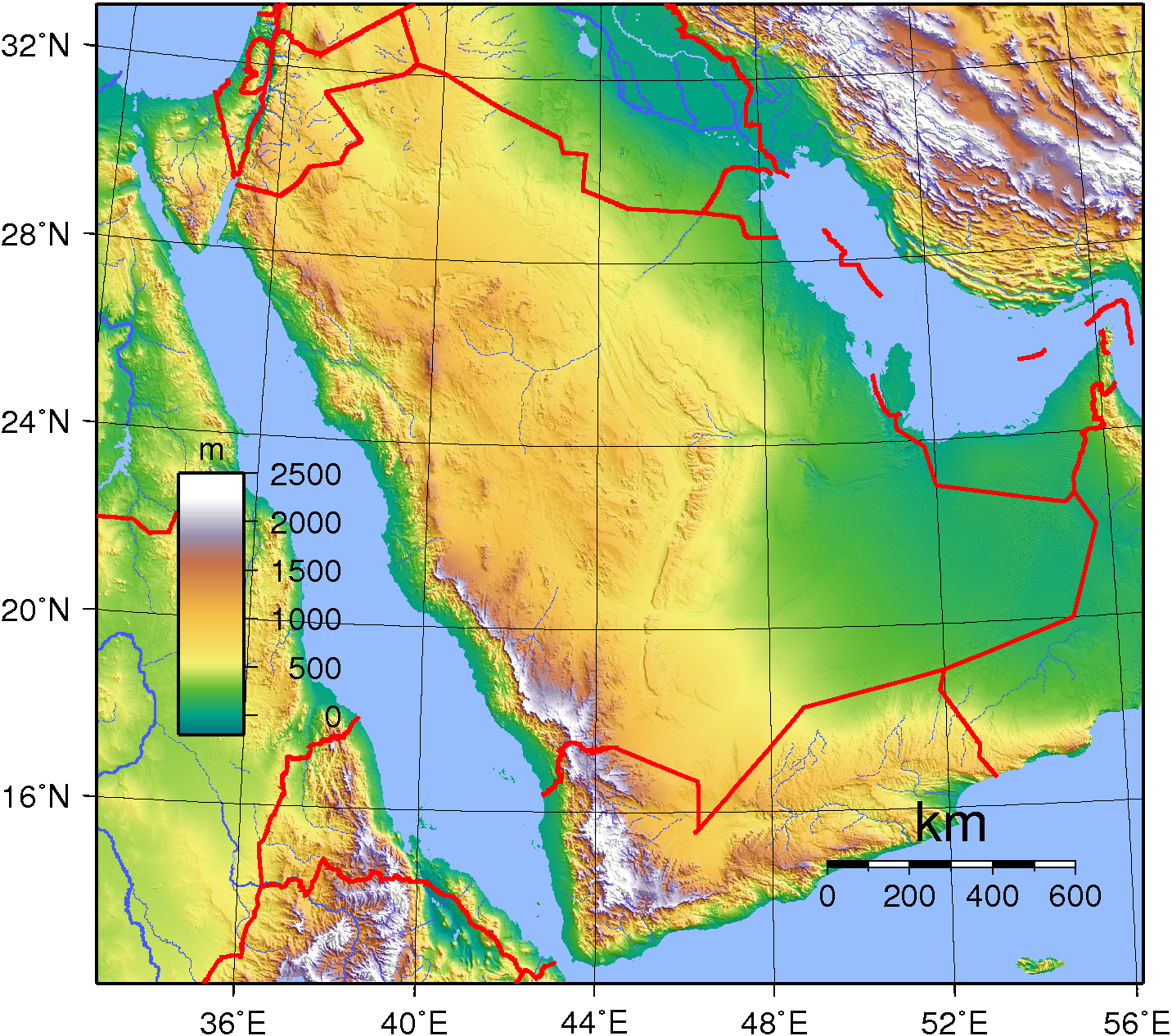
طبوغرافية السعودية.

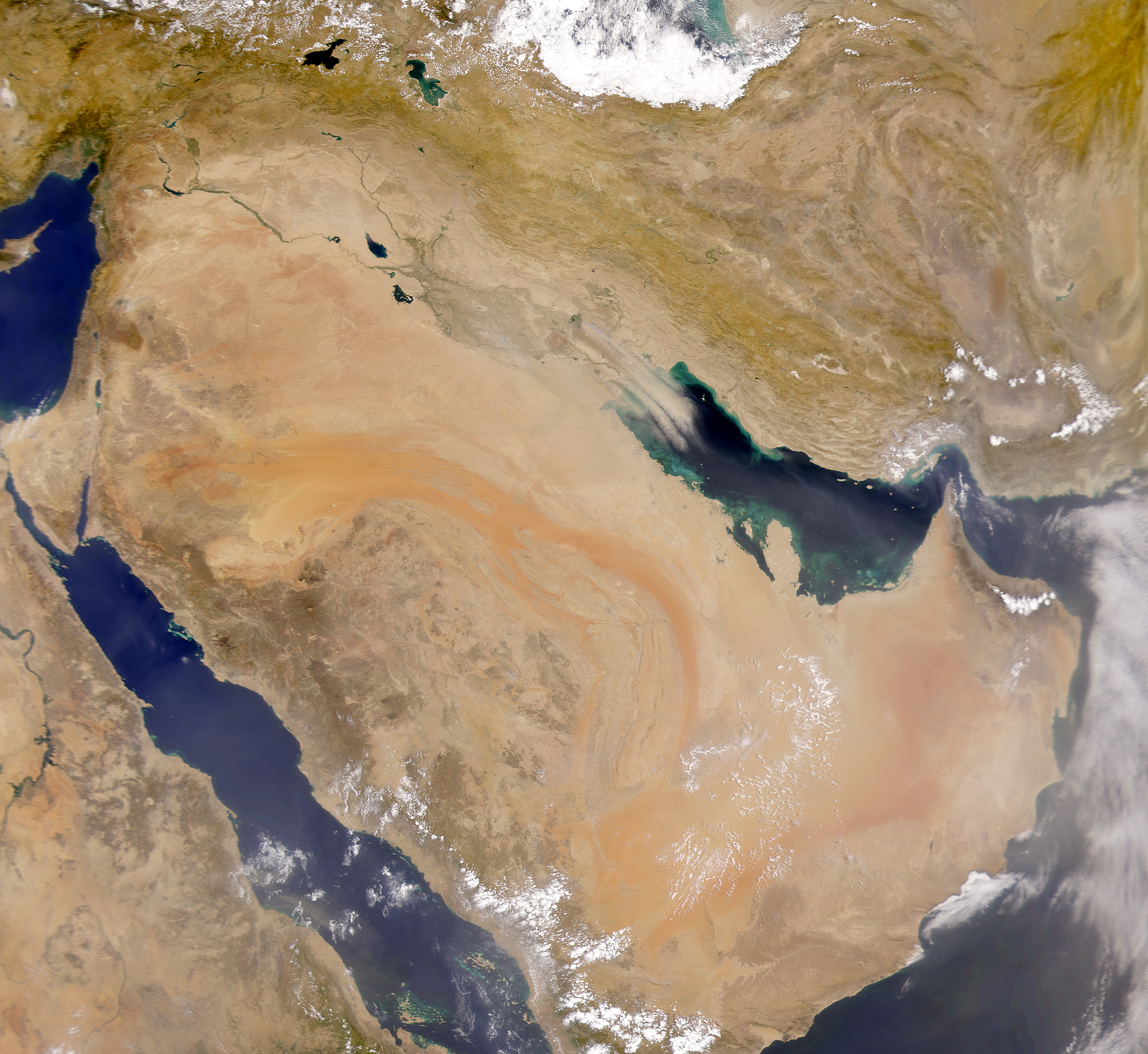
صورة فضائية لشبه الجزيرة العربية تبين موقع السعودية منها وأهم تضاريسها.

تتنوع تضاريس المملكة نظراً لاتساع مساحتها فعلى امتداد البحر الأحمر سهل تهامة الساحلي الذي يبلغ طوله حوالي 1100 كيلومتر ويتسع عرضه ليبلغ 60 كيلومتراً في الجنوب ويضيق كلما اتجه شمالاً عند خليج العقبة، وترتفع إلى الشرق من هذا السهل سلسلة جبال السروات الشاهقة والتي يتراوح ارتفاعها ما بين 9000 قدم في الجنوب ويقل الارتفاع تدريجياً كلما اتجهت شمالاً لتصل إلى 3000 قدم، وتنحدر منها أودية كبيرة تتجه شرقاً وغرباً مثل وادي جازان ووادي نجران ووادي تثليث ووادي بيشة ووادي الحمض ووادي الرمة ووادي ينبع ووادي فاطمة، ويلي هذه السلسلة من جهة الشرق هضبة نجد ومرتفعاتها التي تنتهي شرقا بكثبان الدهناء وصحراء الصمان وجنوبا بمنطقة يتخللها وادي الدواسر وتحاذي صحراء الربع الخالي ومن الشمال تمتد سهول نجد إلى منطقة حائل حتى تتصل بصحراء النفود الكبرى ثم بحدود العراق والأردن كما يوجد بها بعض المرتفعات الجبلية مثل جبال طويق والعارض وأجا وسلمى، أما صحراء الربع الخالي فهي تشكل الجزء الجنوبي الشرقي من المملكة وهي منطقة صحراوية كبيرة تقدر مساحتها بـ 640000 كيلومتر مربع تتكون من كثبان رملية وسبخات. أما السهل الساحلي الشرقي والذي يبلغ طوله حوالي 610 كيلومتر فهو يتألف من سبخات ملحية ومناطق رملية.
وتشكل الأراضي السعودية مُتحفًا جغرافيًا يشتمل على العديد من الأشكال التضاريسية من جبال وهضاب ومخاريط وحرَّات بركانية وأودية عميقة وسهول ساحلية منخفضة وعروق رملية وجزر مرجانية. وتتكوّن تلك المظاهر الطبيعية من أغلب الصخور المعروفة.

#### السهول الساحلية
يمتد في المملكة العربية السُّعُودِيَّة سهلان ساحليان الأول في غربها بمحاذاة البحر الأحمر من الشرق، والآخر في شرقها بمحاذاة الخليج العربي من الغرب وتبلغ المساحة التي يغطيها هذان الساحلان نحو 15765 كيلو متر مربع أي نحو 0.8٪ من مساحة المملكة.
- السهل الساحلي للبحر الأحمر:

يمتد السهل الساحلي للبحر الأحمر الذي يعرف باسم سهل تهامة على طول البحر الأحمر من الشمال إلى الجنوب، وذلك من خليج العقبة والحدود مع الأردن شمالاً، حتى الحدود مع اليمن جنوباً. ويبلغ طول هذا السهل بتعاريجه نحو 2600 كيلو متراً تقريباً. أما اتساعه فيختلف من مكان إلى آخر، فهو يتلاشى حينما تصل المرتفعات الجبلية إلى البحر كما هي الحال في شمال الوَجْه عند مركز زُبيَْدَة تقريباً جنوب دائرة عرض 27ْ شمالاً، وقد يتسع أحياناً ليبلغ 45 إلى 50 كيلو متر عرضاً كما هي الحال في منطقة جازان.
وتعود صخور هذا السهل إلى حقب الحياة الحديثة (السينوزوي). وهي تتألف من الإرسابات والمفتتات القارية والبحرية، وبعض المسكوبات البركانية. وتنتشر على سطحه السباخ الملحية، والكثبان الرملية الصغيرة، كما تقطعه مجاري الأودية القصيرة، التي تنحدر من المرتفعات الغربية نحو البحر الأحمر. وخط الساحل عموماً قليل التعاريج ولكنه يحتوي على عديد من الرؤوس والخلجان أو الشروم والشعاب المرجانية. كما تتناثر على مقربة من الساحل عديد من الجزر المحدودة المساحة التي من أهمها جزر فرسان.
- السهل الساحلي للخليج العربي:

يمتد السهل الساحلي للخليج العربي في المملكة العربية السعودية من حدودها مع دولة الكويت شمالاً، شمال رأس الخفجي، حتى حدودها مع دولة قطر في أسفل دوحة سَلْوَى. ثم يمتد هذا السهل مرة أخرى لمسافة قصيرة بعد شبه جزيرة قطر وذلك حول دوحة دُوَيْهِن جنوب خَوْر العديد. ويبلغ طول هذا السهل مع تعاريجه أكثر من 1200 كيلو متر. وهو محصور في معظمه بين هضبة الصمان غرباً والخليج العربي شرقاً. ويختلف اتساعه من مكان إلى آخر، حيث يتراوح بين 60 كيلومتر في شمال الخفجي، إلى 130 كيلو متر غرب مدينة الدمام.
ومثل السهل الساحلي الغربي تعود صخور هذا السهل إلى حقب الحياة الحديثة (السينوزوي). وهي تتألف من الإرسابات البحرية والمفتتات القارية. وهو يمتاز إجمالاً بانبساطه وقلة ارتفاعه عن مستوى سطح البحر، حيث يرتفع ببطئ نحو الغرب بمعدل متر واحد لكل كيلو متر. لذلك تنتشر عليه السباخ الملحية الواسعة خاصة بالقرب من مياه الخليج، وهي تتكون من خليط من الأملاح والغرين والطين والرمال. كما تغطي سطحه المتموج الفرشات الرملية الثابتة إلى الشمال من مدينة الجبيل، وإلى الجنوب منها تمتد رمال البيضاءالتي تتكون من رمال وكثبان رملية متحركة تتسع باتجاه الجنوب حتى تتصل جنوب واحة الهفوف برمال الجافورة. وتتكون الأماكن التي لا تغطيها الرمال والسباخ من صخور جيرية جرداء تعود لعصور الأيوسين والمايوسين والبلايوسين من الزمن الجيولوجي الثالث. وخط الساحل كثير التعاريج عموماً بسبب ضحالة مياه الخليج، لذلك تكثر فيه الرؤوس والخلجان (الدوحات) الصغيرة والشعاب المرجانية. كما تتناثر على مقربة منه الجزر الصغيرة التي قد تغمر معظمها المياه أحياناً.

#### الصحاري

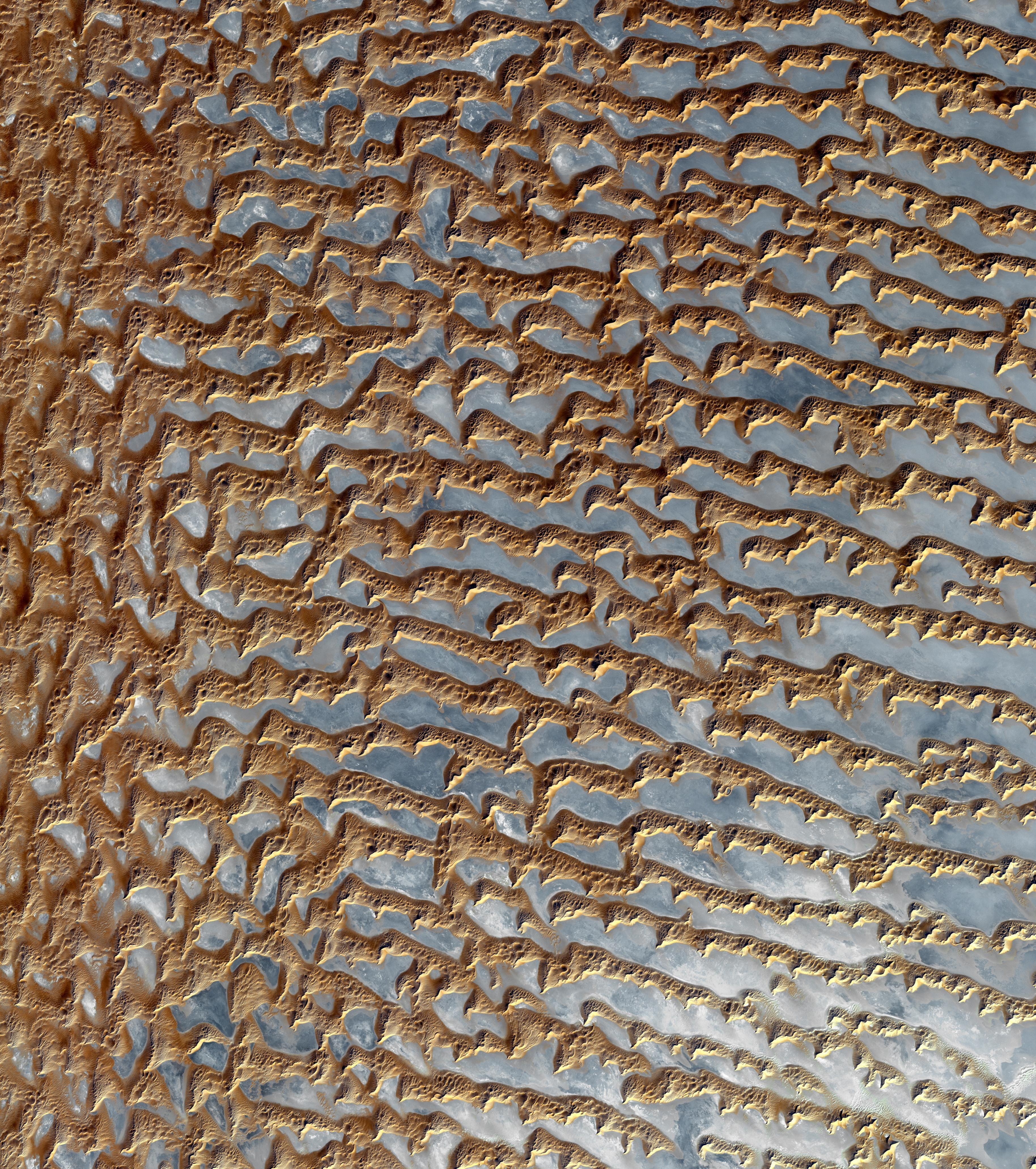
صورة ساتليَّة لِصحراء الرُبع الخالي

تنقسم الصحاري في السعودية إلى ثلاثه اقسام:
1. صحراء الربع الخالي ثاني أكبر صحراء في العالم، وتحتل الثلث الجنوبي الشرقي من شبه الجزيرة العربية، تفوق مساحتها 600 ألف كيلو متر مربع.
2. صحراء الدهناء هي صحراء رملية حمراء في وسط شبه الجزيرة العربية تمتد من النفود شمالاً إلى الربع الخالي.
3. صحراء النفود الكبير تبدأ الرمال السعودية من محافظة الزلفي في المنطقة الوسطى مروراً بالقصيم وبمنطقة حائل شمالا.

ويغلب الجفاف على أراضي البلاد الخالية من الأنهار أو المجاري المائية الدائمة. وبالرغم من أن الوديان الجافة المنتشرة في معظم الأنحاء تفيض بالمياه بعد العواصف المطيرة، إلا أن القيمة الفعلية للمياه ضعيفة، إما بسبب التبخر وإما بسبب التسرب إلى باطن الأرض.

#### الجبال

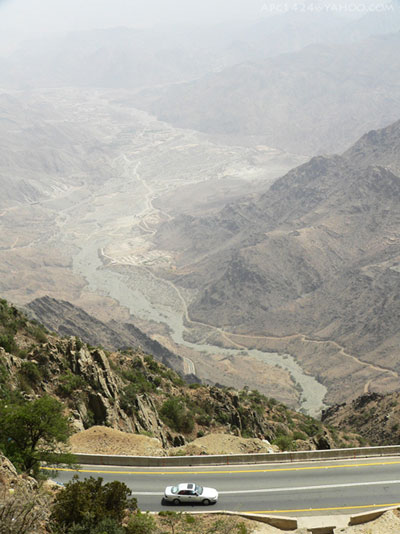
جانب من جبال السروات قرب الباحة المطلة على إقليم تهامة

- المرتفعات الغربية: وهي التي تقع في غرب المملكة تمتد بمحاذاة البحر الأحمر وذلك من الحدود مع المملكة الأردنية الهاشمية شمالاً حتى الحدود مع الجمهورية العربية اليمنية جنوباً، وذلك بطول 1550 كيلو متر تقريباً. ويتراوح عرضها بين بضعة كيلومترات إلى 140 كيلو متر. وهي إجمالاً أكثر ارتفاعاً في الجنوب والشمال عنها في الوسط. ويوجد فيها عدد من القمم الجبلية العالية التي يتجاوز ارتفاعها 2000م فوق مستوى سطح البحر، وتمثل قمة جبل السودة في غرب أبْهَا أعلى قممها حيث يبلغ ارتفاعها 3015 متراً فوق مستوى سطح البحر.[6][7]

وتنقسم إلى ثلاثة اقسام:
- جبال مدين: تمثل القسم الشمالي من هذه المرتفعات، وتمتد إلى الشمال من دائرة عرض 28ْ شمالاً، وتحتوي على بعض السلاسل الجبلية المعقدة والقمم الجبلية العالية التي يزيد ارتفاع بعضها عن 2000 و 2500م فوق مستوى سطح البحر.
- جبال الحجاز: تمثل القسم الأوسط من هذه المرتفعات، وتمتد من شمال مكة المكرمة حتى دائرة عرض 28ْ شمالاً، وهي أقل ارتفاعاً وتكتلاً من جبال السروات وجبال مَدْيَن ويسود فيها الحَرَّات والمخاريط البركانية، ويبلغ متوسط ارتفاعها 1200م فوق مستوى سطح البحر.
- جبال السروات: تمثل القسم الجنوبي من هذه المرتفعات وتمتد من حدود المملكة مع اليمن جنوباً، إلى قبيل مدينة الطائغ شمالاً، وهي الأكثر ارتفاعاً بين هذه الأقسام، حيث يتراوح ارتفاعها بين 800 إلى 3000م فوق مستوى سطح البحر.

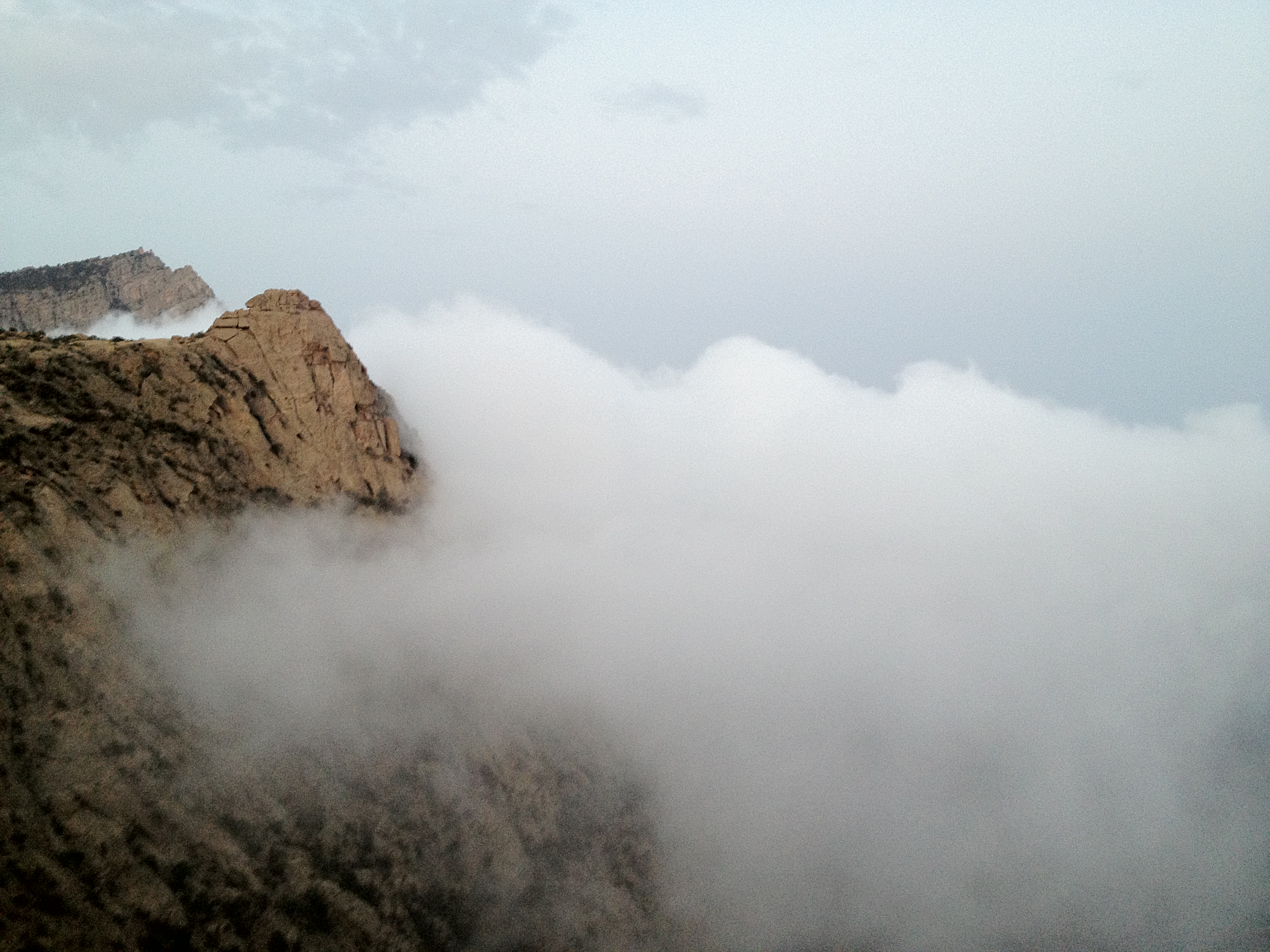
رأس النخلة، سلسلة جبال السروات، بلاد قبيلة حوالة

ويقسم القسم الجنوبي من المرتفعات الغربية (السروات) على وجه الخصوص إجمالاً من الغرب إلى الشرق إلى ثلاثة نطاقات رئيسة هي:
1. نطاق التلال الساحلية : وتعرف محلياً في _ بعض أجزائها _ بالعرضية وفي أجزاء أخرى بالحَقُو، وهذه المرتفعات تبدأ من السهل على شكل تلال منخفضة ما تلبث أن يزيد ارتفاعها تدريجيَّاً كلمّا تقدمت نحو الشرق حتى تلتقي مع المرتفعات العالية، ومنطقة الالتقاء هذه تسمى في بعض الأجزاء «الخياطة». وعلى الرغم من الانخفاض النسبي لهذا النطاق إلا أنه يضم جبالاً منعزلة عالية قد يبلغ ارتفاعها _ في بعض الجهات _ ارتفاع المرتفعات العالية إلى الشرق منها.
2. نطاق الأَصْدَار : (جمع صَدْر) وهي السفوح الغربيَّة للمرتفعات العالية والتي تنحدر انحداراً سحيقاً نحو الغرب ومع شئ من التجاوز يضاف إلى هذا النطاق الجبال المنعزلة العالية في النطاق السابق. وتمتد الأَصْدَار ما بين خط تقسيم المياه ونطاق التلال الساحلية. ويبدأ منها عدد لا حصر له من الأودية العرضية التي تصب مياهها غرباً نحو البحر الأحمر وهي في هذا النطاق تكون ضيقة وذات جوانب حادة مرتفعة.
3. نطاق المرتفعات العالية: ويبدأ من خط تقسيم المياه حيث تتجه الأودية غرباً باتجاه تهامة أو شرقاً باتجاه المناطق السهلية الداخلية حيث ينتهي هذا النطاق في الأجزاء الغربية من هذه السهول. ويتراوح ارتفاع هذا النطاق مابين 1800- 2400 متر فوق مستوى سطح البحر وقد يتجاوز ارتفاع بعض القمم 3000م فوق مستوى سطح البحر.[6]

#### الهضاب
تغطي الهضاب أكثر من نصف مساحة المملكة العربية السُّعُودِيَّة حيث تمتد الهضاب الغربية إلى الشرق من المرتفعات الغربية. أما هضبة نجد فتشغل مساحات واسعة من وسط المملكة، بينما تمتد هضبتا الحماد والحجرة في أقصى شمالها كما تمتد هضبة الصمان في شرقها. وإجمالاً تنحدر هذه الهضاب تدريجياً من الغرب إلى الشرق أو الشمال وتبرز فيها السهول والقمم الصخرية المعزولة. وتقطع هذه الهضاب مئات الأودية الجافة التي تمتد مع الاتجاه العام للانحدار والتي تكونت في فترات سابقة، وهذه الهضاب كما يأتي:
- الهضاب الغربية:

تمتد الهضاب الغربية إلى الشرق من المرتفعات الغربية، وهي جزء من الدِّرْع العربي ذي الصخور الأركية القديمة النارية والمتحولة التي تعود للعصر ما قبل الكَامْبرِي. وهي تتكون من الهضاب الآتية:
1. هضبة حسمى: تمتد هضبة حِسْمَى في شمال غرب المملكة، من حدود الأردن شمالاً، حتى حَرَّة الرَّحَا جنوباً، ومن منخفض تَبُوك شرقاً حتى جبال مَدْيَن غرباً. وهي تنحدر إجمالاً نحو الشرق والشمال. ويتراوح ارتفاعها بين 800 إلى 1000م فوق مستوى سطح البحر.
2. هضبة الحجاز: تقع هضبة الحجاز إلى الجنوب الشرقي من هضبة حِسْمَى. وهي تمتد من جبال الطبيق شمالاً حتى حرة خَيْبَر جنوباً ومن النفود الكبير شرقاً حتى المرتفعات الغربية غرباً. وهي تنحدر بصفة عامة نحو حوض تَبُوك في الوسط ونحو الشمال والشرق. ويتراوح ارتفاعها 900 إلى 1100م فوق مستوى سطح البحر.
3. هضبة عَسِير: تمتد هضبة عَسِير من حرتي النُّوَاصِف والبُقُوم شمالاً حتى هضبة نَجْرَان وجبال السَّرَوَات جنوباً، ومن هضبة نَجْد شرقاً حتى جبال السَّرَوَات غرباً. وهي تنحدر بصفة عامة نحو الشمال والشرق، ويتراوح ارتفاعها بين 1200 – 1600م فوق مستوى سطح البحر.
4. هضبة نجران: تمتد هضبة نجران من هضبتي نجد وعَسِير شمالاً حتى وادي نجران جنوباً، ومن رمال الرُّبْع الخَالِي شرقاً حتى مرتفعات السروات غرباً. وهي تنحدر بصفة عامة نحو الشرق. ويتراوح ارتفاعها بين 1100- 1500م فوق مستوى سطح البحر.

- هضبة نجد:

هضبة نجد أكبر هضاب المملكة. وهي تشغل مساحات واسعة في وسطها وذلك من النُّفُود الكَبِير شمالاً حتى الربع الخالي جنوباً، ومن الدهناء شرقاً حتى الهضاب الغربية غرباً. وهي تقسم إلى قسمين مختلفين من حيث التركيب الجيولوجي، الأول الغربي وهو يعرف باسم عالية نجد، وهي تمتد من جبال شَمَّر شمالاً حتى جنوب وادي الدواسر جنوباً، ومن نفودي السِّر والدِّحِي شرقاً حتى الحَرَّات والهضاب الغربية غرباً. وهي تعد جزءاً من الدِّرْع العربي ذي الصخور الأركية القديمة النارية والمتحولة التي تعود للعصر ما قبل الكامبري والتي تمتاز بصلابتها ومقاومتها لعمليات التعرية، وتبرز على شكل هضاب وقمم صخرية وذلك مثل جبال النِّير وجبال دهلان وجبال العلم. وهي تنحدر بصفة عامة نحو الجنوب والشرق. ويتراوح ارتفاعها بين 800 – 1200م فوق مستوى سطح البحر.
- هضبتا الحماد والحجرة:

تمتد هضبتا الحماد والحجرة في أقصى شمال المملكة وذلك فيما بين الحدود مع الأردن شمالاً والنفود الكبير جنوباً، والحدود مع العراق شرقاً وحرة الحرة ووادي السرحان غرباً. ويتراوح ارتفاع هضبة الحَمَاد بين 650 إلى 900م فوق مستوى سطح البحر أما هضبة الحجرة فيتراوح ارتفاعها بين 400 إلى 560م فوق مستوى سطح البحر. وتقطع سطح هاتين الهضبتين الأودية ومسارب المياه، وهي تتجه إجمالاً نحو الشمال الشرقي.
- هضبة الصمان:

تمتد هضبة الصمان من الحدود مع دولة الكُوَيْت والجمهورية العِرَاقِيَّة شمالاً حتى صحراء الرُّبْع الخَالِي جنوباً وذلك بطول 1000 كيلو متر تقريباً، ومن السهل الساحلي للخليج العربي شرقاً حتى رمال الدَهناء غرباً. ويتراوح عرضها بين 80 إلى 250 كيلو متر تقريباً. وهي تنحدر بالتدريج من الغرب إلى الشرق حيث يتراوح ارتفاعها بين 25 متر عند حافتها الشرقية و 400 متر عند حافتها الغربية. وتأخذ بعض أجزائها أسماء مختلفة مثل الدبدبة والصلب وربيداء وشدقم وصماء يبرِين.

#### الأودية

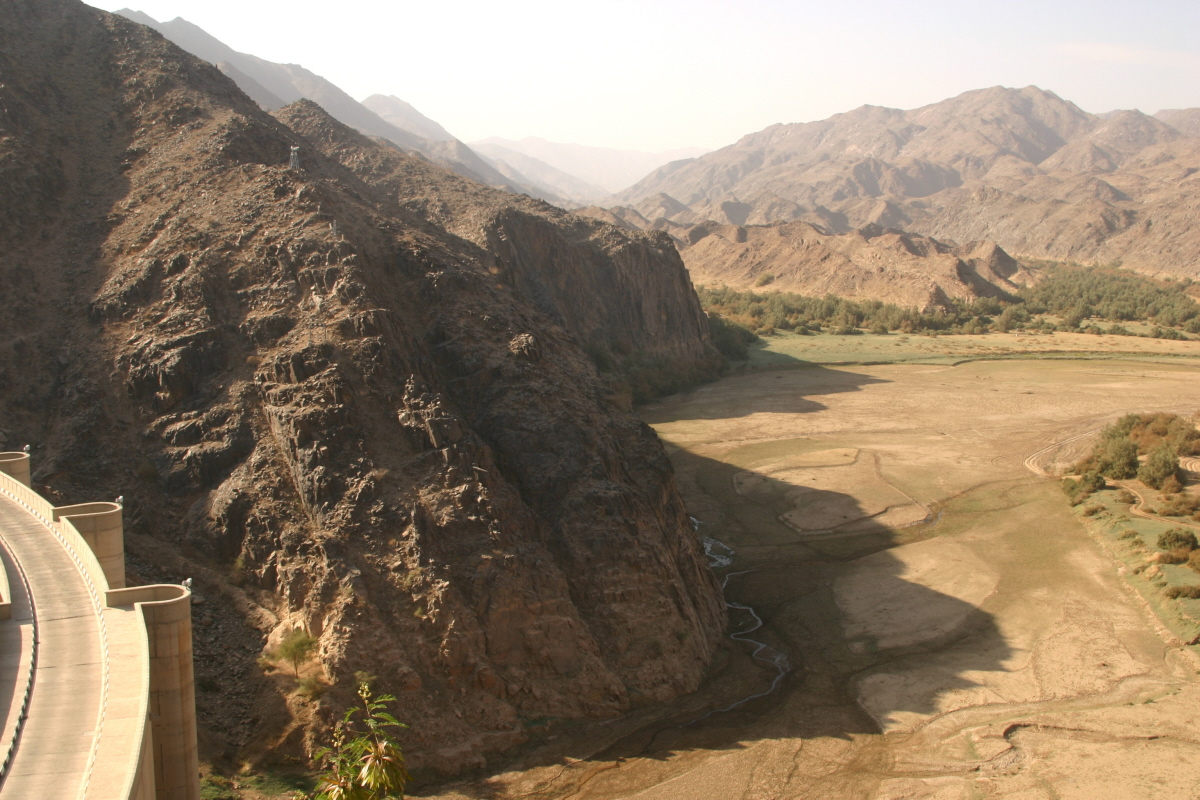
وادي نجران جنوب السعودية ويظهر طرفاً من السد الواقع عليه.

تنتشر في السعودية العديد من الأودية والمجاري المائية، التي تشكل معظمها خلال العصـور المطيـرة، وتتوزع على جميـع مناطق المملكة. تقل الأودية فـي الجـزء الجنوبي مـن المنطقة الشـرقية، وتنعدم في الربع الخالي، كما تختلف خصائصها من منطقة إلى أخـرى، إذ تتميز الأودية المنحدرة من المرتفعـات الغربية باتجاه الغرب بشـدة الانحدار، وضيق المجـاري وعمقها، وكثافة الأشـجار وضخامتها، وجريـان مياه الغيول في معظمها طوال أيام السـنة، وينتهي معظمها في البحر الأحمر. أما الأودية التي تنحـدر من المرتفعات الغربية باتجاه الشـرق فهي تتميز بطولها وسـعة مجاريهـا، وانحدارها المتوسـط. أما بالنسبة إلى وديان هضبـة نجد وشـعابها؛ فتتميزبسـعة مجاريهـا، وقّلة الأشـجار الكبيرة في أكثرها؛ عـدا أودية الحافات الصخرية التـي تتميز بعمق المجـاري وقصرها وشدة انحدارها. فيما يتعلق بأودية الهضاب الشمالية وشعابها؛ فهي تتميز بالمجاري القصيرة، وقلة الانحدار، وندرة الأشـجار، وتنتهـي معظم أوديـتها في أحـواض وسـهول داخلية مكونـة الفياض، والخباري، والروضات.
عملت الدولة عدداً من السدود على بعض الأودية بغرض الاستفادة من مياهها، وأكبر السدود في المملكة من حيث السعة والتخزين؛ سد الملك فهد على وادي بيشة، يليه سد وادي حلي، ثم سد وادي بيش.

#### الحرات
تغطي الحَرَّات الرئيسة في المملكة نحو 69870 كيلو متر مربع أي حوالي 3.4 ٪ من مساحتها. وهي تشغل مناطق واسعة إلى الشرق من المرتفعات الغربية وفيما بين الهضاب الغربية، وذلك حول خط طول 40ْ شرقاً تقريباً من الشمال إلى الجنوب. وهي فيض من البازلت والمصهورات البركانية التي تعود إلى أواخر الزمن الجيولوجي الثالث، والزمن الجيولوجي الرابع، ويتراوح ارتفاعها بين1100- 1300م فوق مستوى سطح البحر.
وأهمها من الشمال إلى الجنوب الحرة، والرحا، وعويرِض، وحرة جبل ريشة، ولنير، وخيبر، وبني رشيد، وهرمة، ورهاط، وكشب، وحصن، والنواصف، والبقوم. كما تمتد حرة الهتيمة وهي الوحيدة التي لا تقع على مقربة من خط طول 40ْ شرقاً إلى الشرق من جبل سلمى في منطقة حائل.
كما تتناثر حرات محدودة المساحة في السهل الساحلي للبحر الأحمر من أهمها البرك والقحمة إلى الجنوب من القنفذة. وحرة الشاقة إلى الشرق من مدينة املج.

#### الجزر والشواطئ

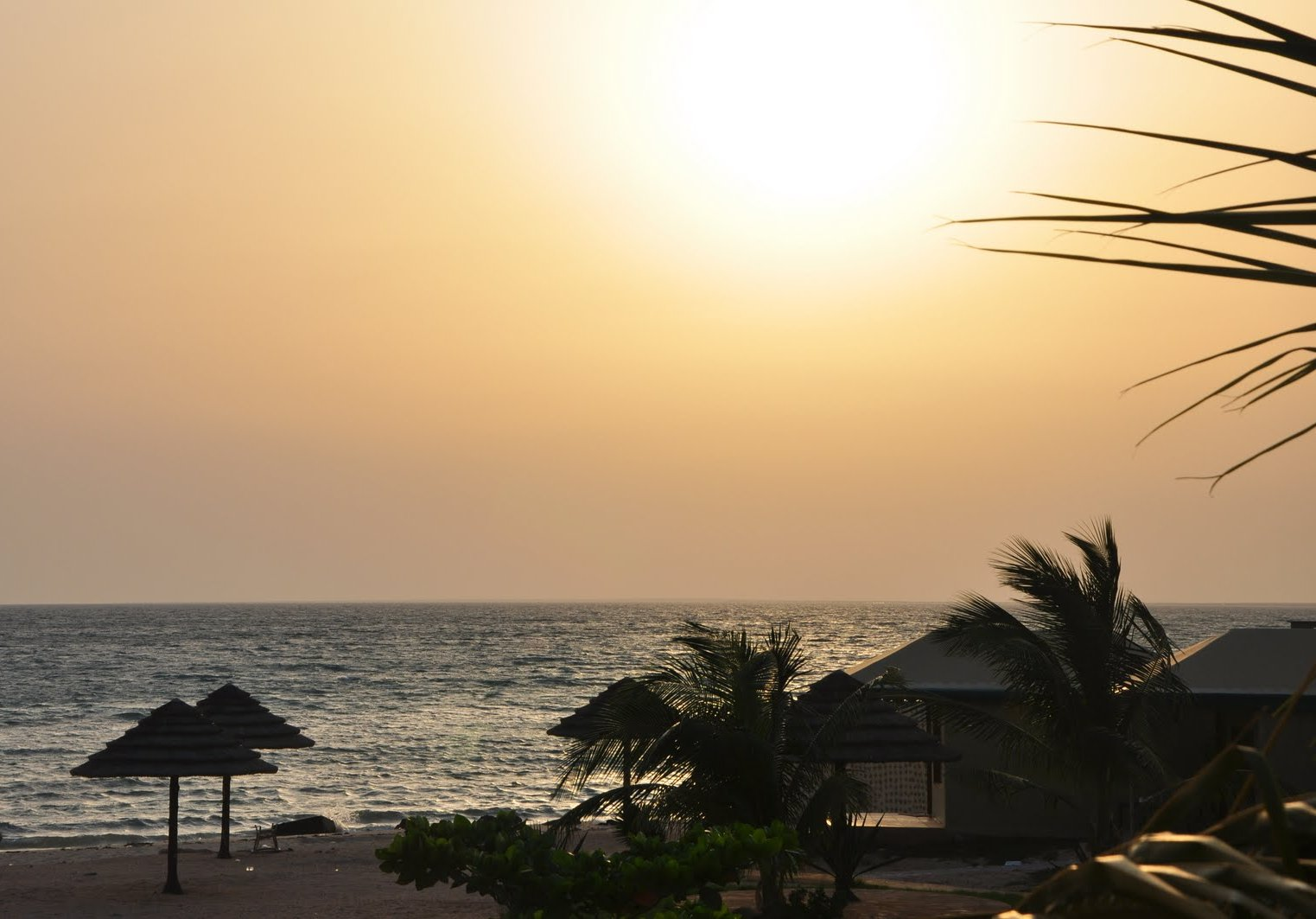
أرخبيل جزر فرسان يحتوي على عدد من أبرز الجزر الواقعة في البحر الأحمر، بها ثلاث جزر مأهولة بالسكان، وهي فرسان الكبير، وسـجيد، وقُمّاح، بتعداد يقدر بنحو 18000 نسمة حسب إحصائية سنة 2010.

تتمتع المملكة العربية السعودية بثلاث واجهات بحرية يبلغ مجموع طول سواحلها نحو 3800 كم، إحداها على خليج العقبة والبحر الأحمر، والأخريان على الخليج العربي. وتطل المملكة من الغرب على ساحل خليج العقبة والبحر الأحمر من حدود الأردن شمالًا إلى حدود الجمهورية اليمنية جنوبًا بساحل يبلغ طوله نحو 2600 كم، كما تطل من الشرق على الخليج العربي بواجهتين بحريتين، إحداهما شمالية تبدأ من الحدود مع الكويت إلى الحدود مع قطر على دوحة سلوى، بساحل يبلغ طوله نحو 1200 كم، والأخرى جنوبية تبدأ من الحدود مع قطر على خليج العديد إلى الحدود مع الإمارات العربية المتحدة على دوحة السميرة، بساحل يبلغ طوله نحو 100 كم. وقد انعكس طول سواحل المملكة على عدد الجزر التابعة لها، إذ يبلغ مجموع الجزر السعودية في خليج العقبة والبحر الأحمر والخليج العربي نحو 1285 جزيرة مختلفة المساحة. يضم خليج العقبة والبحر الأحمر نحو 1150 جزيرة تمثل نحو 89% من مجموع جزر المملكة، في حين يضم الخليج العربي نحو 135 جزيرة تمثل نحو 11% من مجموع جزر المملكة. وتتركز معظم الجزر السعودية قرب السواحل نظرًا لاتساع الجرف القاري.
بعض الجزر السعودية
- جزيرة البغلة: وهي إحدى (جزر أرخبيل فرسان) أبعد الجزر السعودية في البحر الأحمر عن الساحل، إذ تبعد عنه نحو 58 ميلًا بحريًا.
- جزيرة الوصل: (الحميضة) الواقعة في خليج العقبة، وهي أقصى الجزر السعودية في البحر الأحمر شمالا.
- جزيرة رامين: (إحدى جزر فرسان) أقصى الجزر السعودية في البحر الأحمر جنوبًا.
- جزيرة العربية: أبعد الجزر السعودية في الخليج العربي عن الساحل، إذ تبعد عنه نحو 50 ميلًا بحريًا.
- جزيرة مشعاب: (المقطع) أقصى الجزر السعودية في الخليج العربي شمالًا، وجزيرة الحويصات أقصى الجزر السعودية في الخليج العربي جنوبًا.

### المناخ
يتأثر مناخ المملكة العربية السعودية بعدة عوامل طبيعية، من أهمها الموقع الفلكي، إذ تقع المملكة بين دائرتي عرض 16 درجة و 33 درجة شمالاً وبين خطي الطول 34 و56 شرقاً، مما جعل القسم الأكبر منها ضمن الإقليم الصحراوي المداري الجاف في غرب القارات، ومن ثم تقع في منطقة الضغط المرتفع المداري شتاءً، وضمن مجال نفوذ الضغط المنخفض الحار بجنوب آسيا، مما يجعلها في مهب الرياح التجارية الجافة شتاءً، والرياح القارية الجافة أيضاً صيفاً. لذا يتسم مناخ المملكة بالجفاف على مدار السنة، وبارتفاع درجات الحرارة خاصة في فصل الصيف وذلك لتعامد الشمس على مدار السرطان، الذي يمر بأراضي المملكة باتجاه شرقي غربي، ويقسمها إلى نصفين تقريباً.
كما يتأثر مناخ المملكة بموقعها الجغرافي، فهي تقع وسط كتلة واسعة من اليابسة، لا يتداخل فيها مسطحات مائية من بحار أو بحيرات أو أنهار. لكن يقع البحر الأحمر في غربها والخليج العربي في شرقها، وتأثيرهما محدود في مناخ المملكة، لضيق مسطحهما المائي، بالإضافة إلى امتداد سلاسل المرتفعات الغربية والتلال الصخرية غرب وشرق المملكة على الترتيب، مما يمنع وصول المؤثرات البحرية إلى الداخل، وبالتالي يقتصر تأثيرهما على المنطقتين الساحليتين المجاورتين لهما.
ولتنوع مظاهر سطح المملكة أثر مهماً في مناخها، فأشكال السطح بها تتميز بالتباين، حيث تحوي أراضيها الجبال العالية، والهضاب المتسعة، والسهول الواسعة، والمنخفضات، ومن ثم، يختلف مناخ المملكة باختلاف تضاريسها، إذ يعد الارتفاع عن سطح الأرض.(1) من أهم العوامل المؤثرة في تلك الاختلافات، حيث إنه يؤثر مباشرة في درجة الحرارة، ومقدار الضغط، واتجاه الرياح، وكمية الأمطار.
يتميز مناخ السعودية بارتفاع درجات الحرارة طوال معظم شهور السنة وخاصة في فصل الصيف، ويمثل شهر يوليو قمة الحرارة في المملكة إذ يعد أعلى شهور السنة في درجات الحرارة، وتنخفض درجة الحرارة في فصل الشتاء ويعد شهر يناير أقل شهور السنة حرارة. هناك علاقة عكسية بين درجة الحرارة والضغط الجوي، فإذا ارتفعت الحرارة انخفض الضغط، والعكس صحيح. تمثل مناطق الضغط المرتفع مناطق تصدير رياح، تستقبلها مناطق الضغط المنخفض.
بالنسبة للرطوبة فيمثل كل من البحر الأحمر والخليج العربي المصدر الأساسي للرطوبة في المملكة، وترتبط الرطوبة مع درجة الحرارة بعلاقة عكسية، أي أنه كلما زادت درجة الحرارة كلما انخفضت الرطوبة النسبية، وذلك لأن الهواء في هذه الحالة يكون قادر على أن يتحمل قدر أكبر من بخار الماء يصل إلى درجة التشبع.(2)
تسقط الأمطار على المملكة في فصل الشتاء باستثناء إقليم عسير (جنوب غرب المملكة)، الذي تسقط أمطاره في فصل الصيف. وتتصف الأمطار الساقطة بعدم انتظام سقوطها، فقد تسقط في عدة أيام قليلة، ثم تتوقف لفترة ثم تعاود السقوط فُيسقط منها في يوم أو يومين أكثر من نصف كمية الأمطار السنوية. تسقط الأمطار إما في شكل زخات بسيطة أو منهمرة غزيرة، مكونة سيولاً جارفة، تعجز المجاري والأودية على استيعابها، مما يؤدي إلى حدوث فيضانات، قد تكون مدمرة، مثلما حدث في عقبة ضلع بين أبها وجازان.

### الغطاء النباتي

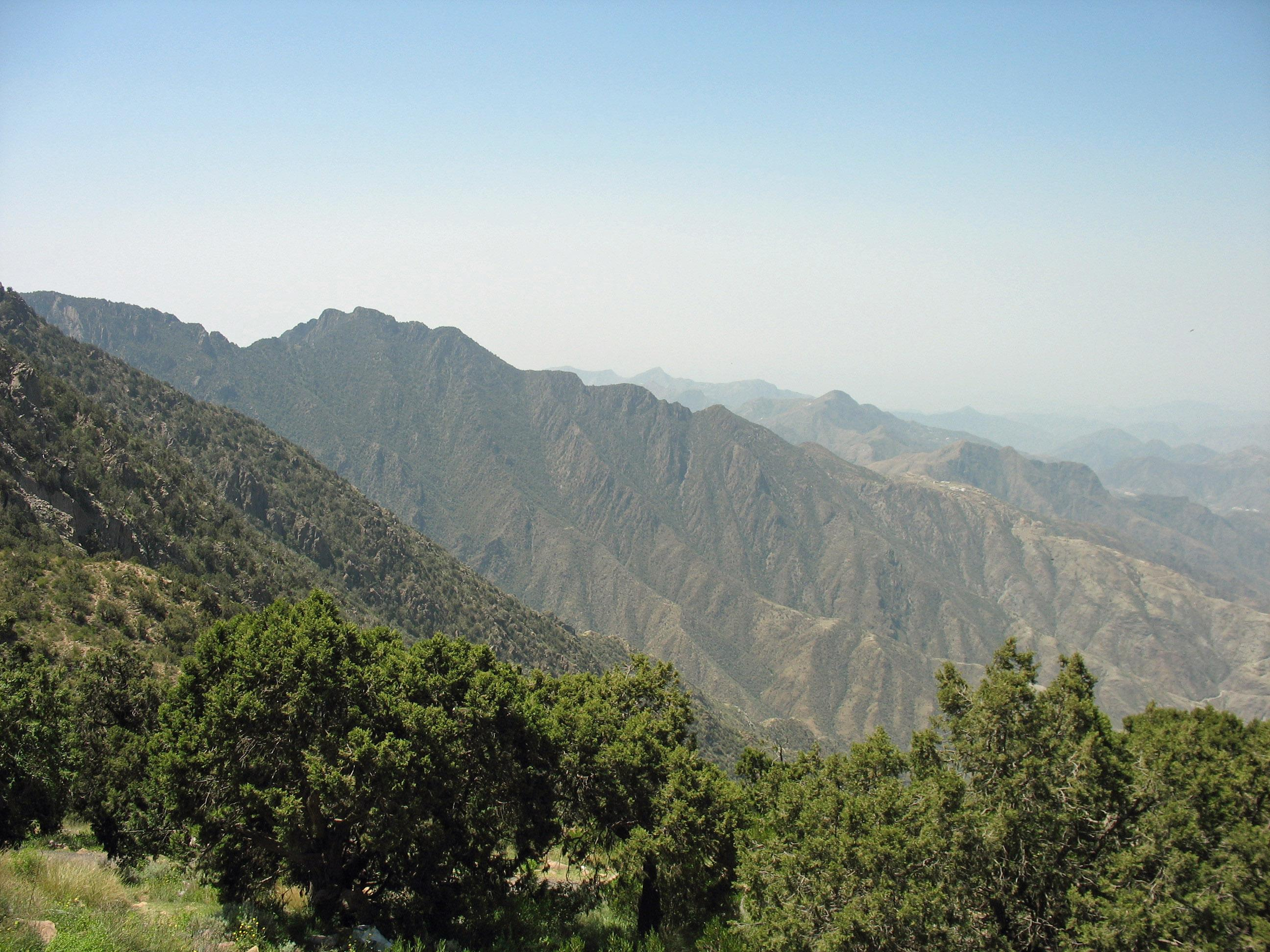
تتميز مناطق المرتفعات الجبلية الجنوبية في السعودية بغطاء نباتي يستمر لمواسم عدة من السنة، هنا تظهر لقطة من مرتفعات السودة.

موقع السعودية الجغرافي وتكوينها الجيولوجي المتباين واختلاف مظاهر سطحها ومناخها من منطقة إلى أخرى أدى إلى وجود العديد من البيئات الطبيعة التي تختلف في مكونات غطائها النباتي من مكان إلى آخر وذلك من حيث التنوع والكثافة والتوزيع. اعتدال الحرارة ووفرة الأمطار الموسمية. تقع معظم مناطق المملكة ضمن المناطق الجافة عدا الربع الخالي فيصنف ضمن المناطق شديدة الجفاف وجبال السروات ضمن المناطق شبه الجافة. وتغلب على جزء كبير من تربة المملكة، التربة الجيرية وذلك لعدم وفرة الأمطار بالقدر الكافي لغسل كربونات الكالسيوم ونتيجة لهذه الظروف فإن بيئة المملكة من البيئات الهشة والحساسة لأي تغير سواء ناتج عن نشاط بشري أو ظروف طبيعية.
على مدى السنوات القليلة الماضية، تركز الاهتمام على التأثيرات المحتملة للتغيرات المناخية على الغطاء النباتي في السعودية. يمكن أن تكون الاضطرابات في بيئة ما طبيعية أو من صنع البشر. الاضطرابات الطبيعية، على المجتمعات النباتية هي جزء لا يتجزأ من معظم أجزاء المشاهد الطبيعية في المملكة. والنمو الطبيعي للمجتمعات النباتية يعتمد على قدرة الموائل المختلفة للتعامل مع معدل الاحترار، وزيادة تقلب المناخ وكذلك على قدرتها على مواجهة انخفاض المياه المتوفرة وزيادة خطر المنافسة، والرعي الجائر واضطرابات أخرى مثل الاستخدام غير المستدام، والحرائق، وغيرها.
يبلغ إجمالي مساحة الغابات في السعودية 27,280 كيلو متر مربع، وبالتالي تحتل السعودية المركز الرابع في الترتيب على مستوى الوطن العربي من حيث مساحة الغابات بعد كل من السودان والمغرب والجزائر. وقد تم تسجيل ما يقرب من 2243  نوع نباتي في السعودية، منها حوالي 35 نوعاً نباتياً متوطناً أي حوالي 2% من مجموع الأنواع النباتية ضمن 837 جنس، ينمو معظمها في جبال ووديان المنطقة الجنوبية الغربية ذات المناخ المداري، ومن ناحية التوزيع المكاني تتركز النباتات في المناطق الجافة من المملكة، بصفة رئيسية في المناطق المنخفضة كالروضات والأودية ومسارب المياه حيث تتجمع المياه بعد الأمطار، أما النباتات المعمرة التي تمثل ما بين 35 إلى 40% من عدد الأنواع الصحراوية  والتي تعطى المناطق الصحراوية مظهرها النباتي معظم أيام السنة فتوجد عادة على مساحات محدودة كحواف الروضات والأودية والبقاع المنخفضة والأراضي ذات الرواسب الفيضية والريحية ذات التربة العميقة، كما توجد هذه النباتات كذلك على الكثبان الرملية والسباخ. وينمو في الأراضي المرتفعة في جنوب وجنوب غـرب شبه الجزيرة العربية غابات وحشائش سافانا، الأراضي المرتفعة مثل تلك التي تنتشر في شمال شرق أفريقيا، أما المناطق الصحراوية المنخفضة من هذا الإقليم فتنمو فيه الأنواع النباتية الشبيهة بالسافانا مثل الطلح والسمر والسلم وغيرها من الأشجار المدارية المبعثرة.
تتركز غابات العرعر على المرتفعات العالية في جبال السروات التي تمتاز ببرودتها وارتفاع معدل الرطوبة فيها. وتنمو نباتات القِرْم في الخلجان الصغيرة (الجون) المحمية على طول الساحل الشرقي للبحر الأحمر والساحل الغربي للخليج العربي. وينتشر نبات الدَّوْم على مقربة من ساحل البحر الأحمر خاصة في الأجزاء الشمالية والجنوبية وفي سهل تهامة والأودية التي تنحدر من المرتفعات الغربية نحو الغرب وذلك حيث تتوافر الرطوبة والدفء.

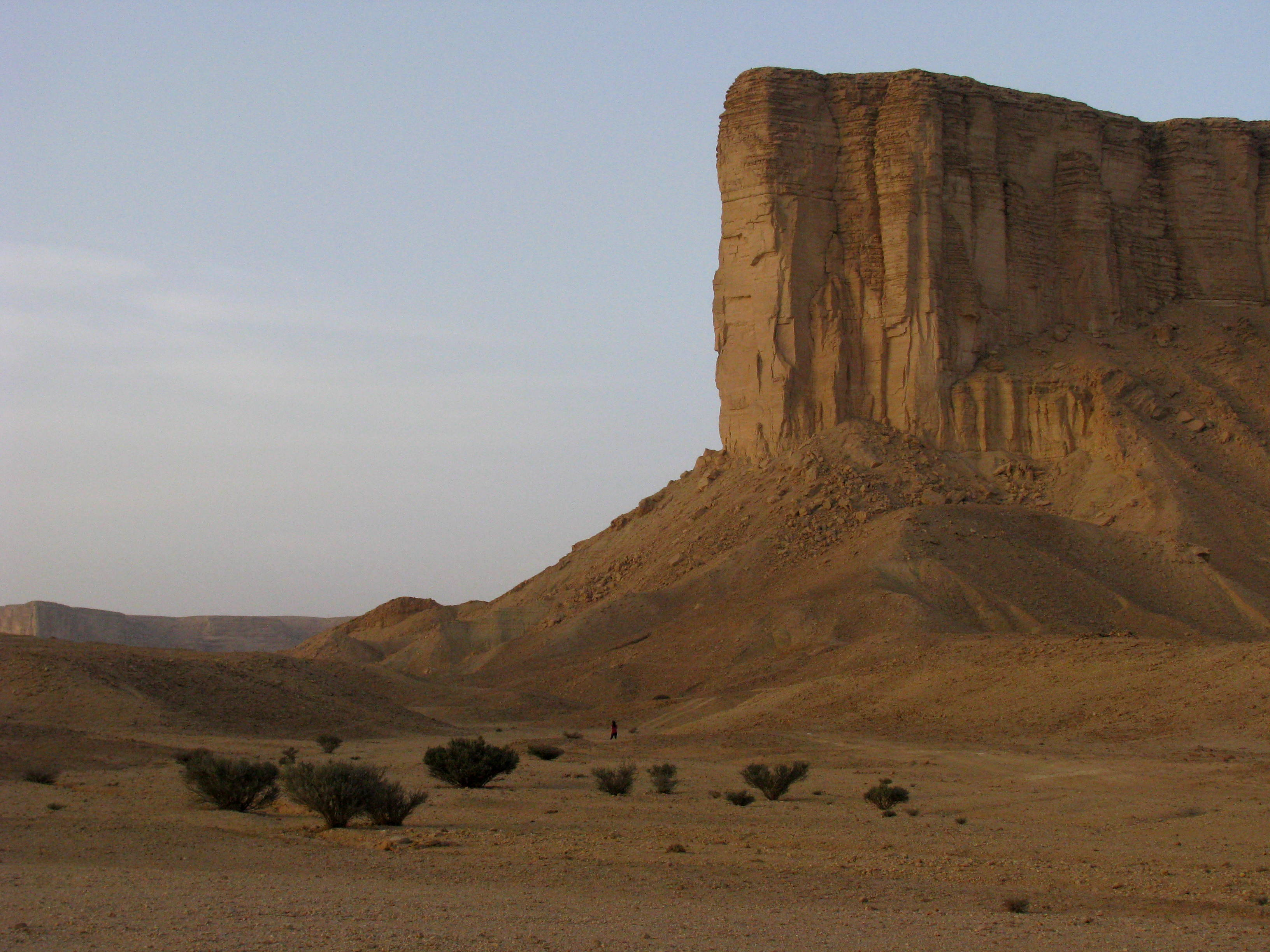
النباتات في المناطق الجافة، تتركز في المناطق المنخفضة كالروضات والأودية ومسارب المياه حيث تتجمع المياه بعد الأمطار.

تمتاز بعض الأنواع النباتية مثل الرِّمْث والثُّمَام والحَرْمَل بأنها واسعة الانتشار وذات مدّى بيئي واسع، لذلك يمكن وجود هذه الأنواع النباتية في عدة مواطن وبيئات دقيقة. كما تمتاز بعض الأنواع النباتية الأخرى بأنها واسعة الانتشار في البيئات الصالحة لنموها، حيث يلاحظ مثلاً أن نباتات الأَرْطَى والعَاذِر والسِّبَط تنتشر في جميع المناطق الرملية في المملكة خاصة عندما تكون الرمال ثابتة أو شبه ثابتة.
أما النباتات الملحية مثل الهَرْم والخُرَّيْز والسُّوّيدا والشِّنَان فهي توجد في السباخ والمنخفضات التي تتجمع فيها مياه الأراضي المرتفعة والتي تتركز فيها الأملاح بعد تبخر المياه. حيث تتميز ترباتها بتركز عالٍ من الأملاح الذائبة، ويلاحظ في هذه الأماكن عدم وجود النباتات الحولية ومعظم النباتات الدائمة الأخرى، وعندما تكون نسبة الملوحة مرتفعة جداً فإن الغطاء النباتي يكون معدوماً تماماً.
أما أشجار العِضَاه، التي تشتمل على 14 نوعاً في المملكة فتتركز في بيئات مناسبة لنموها حيث تتوفر الحرارة الكافية والرطوبة اللازمة معظم أيام السنة، وذلك في المرتفعات الرطبة الباردة في عسير والمناطق الدافئة الرطبة كسهل تهامة وبطون الأودية والسهول والروضات التي تسيل فيها مياه الأودية وتنتهي إليها مسارب المياه في وسط وشرق المملكة.
بالتالي فمن الواضح أن كل نبات هو نتاج الظروف التي ينمو تحت تاثيرها وبالتالي، يكون مقياساً للبيئة. الأنواع السائدة في منطقة هي أكثر المؤشرات أهمية، كما أنها تتلقى التأثير الكامل للموئل لأكثر الفترات طولاً، ونتيجة لذلك فالمجتمعات النباتية هي مؤشرات أكثر موثوقية من النباتات الفردية. النباتات هي مؤشرات للظروف والعمليات والاستخدامات، الأنواع الكبيرة بمثابة مؤشرات أفضل من الأنواع الصغيرة.

### الكهوف
تحت الصحاري القاسية في المملكة العربية السعودية توجد حجرات مظلمة ومتاهات معقدة مليئة بالهياكل البلورية والأعمدة الهابطة والأعمدة الصاعدة. تمتلئ الأرض الكلسية من هضبة سومان، وهي منطقة كارستية إلى الشرق من صحراء الدهناء، بمثل هذه الكهوف المعروفة محلياً باسم دهليز. لدى بعضها مداخل صغيرة تفتح في الكهوف، والبعض الآخر يؤدي إلى متاهة من الممرات التي يمكن أن يصل طولها إلى عدة كيلومترات. لطالما عرف البدو المحليون هذه الكهوف وبعضها كان يستخدم كمصدر للمياه. خضعت المنطقة للدراسة بشكل منهجي لأول مرة في عام 1981، واستكشفتها هيئة المساحة الجيولوجية السعودية لاحقًا.

## أثر حرب الخليج على البيئة
جلبت حرب الخليج الثانيه عام 1991 أضرارًا بيئية خطيرة على المنطقة. إذ أنها تسبب بأكبر تسرب نفطي في العالم، يقدر بحوالي 8,000,000 برميل (1,300,000 م3)، وأفسد مياه الخليج والمناطق الساحلية في الكويت وإيران، والكثير من سواحل الخليج العربي في المملكة العربية السعودية. في بعض أجزاء الساحل السعودي التي عانت من أسوأ الأضرار، احتوت الرواسب على 7 ٪ من النفط. عادة ما توفر المناطق الساحلية المتضررة مناطق تغذية للطيور، ومناطق تغذية وحضانة للأسماك والروبيان. نظرًا لأن النباتات والحيوانات الموجودة في قاع البحر هي أساس السلسلة الغذائية، فإن الأضرار التي لحقت بالسواحل لها عواقب على النظام البيئي للمياه الضحلة بالكامل، بما في ذلك مجال الصيد في السعودية الذي يقدر بملايين الدولارات.
كان للتسرب النفطي تأثير شديد على المنطقة الساحلية المحيطة بمدينة الجبيل الصناعية، المركز الصناعي والسكاني الرئيسي الذي أنشأته الحكومة السعودية حديثًا. هدد التسرب المنشآت الصناعية في الجبيل بسبب نظام تبريد مياه البحر المستخدم في الصناعات الأولية وهدد إمدادات المياه الصالحة للشرب التي تنتجها محطات تحلية مياه البحر. تعرض ميناء الجبيل السكني وجزيرة أبو علي، التي تقع في الخليج شمال الجبيل مباشرة، لأكبر تلوث، حيث كان التأثير الرئيسي للتسرب يتركز في مناطق وجود المانجروف وأراضي الروبيان. قُتلت أعداد كبيرة من الطيور البحرية، مثل الغاق والغراب والأوك، حيث غطى الزيت ريشها وقضى على فرصها في النجاة. بالإضافة إلى ذلك، غطت الكرات الزيتية والقطران الشواطئ على طول ساحل الجبيل بالكامل.
أدى تفجير وحرق ما يقرب من 700 بئر نفط في الكويت أيضًا إلى خلق مستويات مذهلة من التلوث في الجو، وأثار السخام الزيتي في المناطق المحيطة بها، وأنتجت بحيرات زيتية في الصحراء الكويتية ما يعادل 20 ضعف كمية النفط التي تم ضخها في الخليج، أو حوالي 150,000,000 برميل (24,000,000 م3).عُثر على السخام من حرائق الكويت في ثلوج جبال الهيمالايا والأمطار التي هطلت على الدول الجنوبية الأعضاء في رابطة الدول المستقلة وإيران وعمان وتركيا. أفاد سكان الرياض أن السخام الزيتي كان يغضي السيارات والأثاث الخارجي يوميًا. لم يتم بعد تحديد التأثيرات النهائية للتلوث المحمول جواً من الآبار المحترقة، لكن عينات التربة والنباتات في رأس الخفجي في شمال المملكة العربية السعودية كشفت عن وجود مستويات عالية من جزيئات السخام الزيتي في البيئة الصحراوية. حذر برنامج الأمم المتحدة للبيئة من أن تناول الماشية التي ترعى ضمن مساحة 7000 كيلومتر مربع من الحرائق، أو 1100 كيلومتر من وسط الحرائق، وهي منطقة شملت شمال المملكة العربية السعودية، تشكل خطراً على صحة الإنسان. بقيت الآثار الإجمالية لانسكاب النفط وحرائق النفط على الحياة البحرية، وصحة الإنسان، ونوعية المياه، والغطاء النباتي محددة حتى عام 1992. وعلاوة على ذلك، يجب الانتباه إلى الأضرار الكبيرة الناجمة عن الكميات الكبيرة من النفايات السامة وما بين 173 مليون و 207 مليون لتر من مياه الصرف الصحي غير المعالجة المتراكمة في حفر رملية خلفتها قوات التحالف.
المخاطر الطبيعية:
كثرة العواصف الرملية والترابية
القضايا البيئية الراهنة:
التصحر؛ ونضوب موارد المياه الجوفية؛ إذ أدى النقص في الأنهار أو المسطحات المائية الدائمة إلى تطوير مرافق تحلية مياه البحر الواسعة؛ والتلوث الساحلي الناجم عن الانسكابات النفطية.
الاتفاقيات البيئية الدولية:

طرف في: تغير المناخ والتصحر والأنواع المهددة بالانقراض والنفايات الخطرة وقانون البحار وحماية طبقة الأوزون.

## إحصائيات
المساحة:
لم يتم وضع اللمسات الأخيرة على الحدود الدولية للمملكة العربية السعودية التي تبلغ مساحتها 2,250,000 كيلومتر مربع، حيث تطالب الحكومة السعودية بمساحات كبيرة من الأراضي داخل الدول المجاورة لها في اليمن وعمان والإمارات العربية المتحدة بالإضافة إلى مناطق أخرى، وتشمل الأرقام الحالية لمساحة تلك الدول جميع المناطق الواقعة خارج السيطرة السعودية والتي تطالب بها.

الأرض:
2,250,000 كم²

المياه:
0 كم²
استخدام الأراضي:

الأرض الصالحة للزراعة:
1.8%

المحاصيل الدائمة:
0%

المراعي الدائمة:
56%

الغابات والأحراش:
0%

أخرى:
42%
أرض مروية:
4,350 كم²

## الخرائط الدولية
في أواخر شهر ديسمبر سنة 2020م، صدر أمر من وزارة الداخلية السعودية لمختلف الجهات المحلية بحظر استعمال أي خارطة تتضمن حدوداً لدول أخرى إلا بعد الموافقة عليها من المركز الوطني لشؤون الحدود.

## تحليل الطقس
في شهر أغسطس سنة 2019، أُعلن عن مسودة قانون صادرة من المركز الوطني للأرصاد، واشترطت المسودة وجوب الحصول على رخصة لكل من يمارس أنشطة وخدمات تتعلق بقطاع الأرصاد، وتضمن نظام الأرصاد غرامة لمن يخالف ذلك، وفي 21 يناير سنة 2021، أعلن مركز الأرصاد عن قائمة محللي الطقس المعتمدين رسمياً في المملكة، وعددهم 19.

## الهوامش
- 1: يستمد الهواء حرارته من الإشعاع الأرضي، الناتج بعد انعكاس الإشعاع الشمسي على سطح الأرض. ويكتسب الهواء حرارته بواسطة الغبار، والمواد العالقة فيه، والغازات الثقيلة، مثل ثاني أكسيد الكربون، وبخار الماء، وتعمل هذه جميعاً على امتصاص الحرارة، وبالتالي رفع درجة حرارة الهواء الملامس لسطح الأرض. أما إذا انخفضت نسبة وجود هذه المواد في المناطق الجبلية العالية، والتي لا يتمثل عندها سوى الغازات الخفيفة، التي لا تؤدي إلى ارتفاع درجة الحرارة، فإن درجة الحرارة تقل درجة واحدة لكل 150 متر ارتفاع.
- 2: الرطوبة نوعان هما: 1. الرطوبة المطلقة أو الكلية Absolute Humidity، وتقدر بوزن بخار الماء، والموجود بكل وحدة معنية من الهواء (أي جرام لكل لتر مكعب مثلاً). 2. الرطوبة النسبة Relative Humidity، وهي عبارة عن النسبة المئوية، بين كمية بخار الماء في وحدة معنية من الهواء، وبين كمية بخار الماء اللازم لتشبع هذا الحجم من الهواء، عند درجة الحرارة نفسها، وعند مقدار الضغط نفسه.

## وصلات خارجية
- خارطة خطيّة عامة للمملكة العربية السعودية
- أطلس خرائط السعودية